# Patrick Mower
Patrick Mower (* 12. September 1940 in Oxford, England als Patrick Archibald Shaw) ist ein britischer Schauspieler.

## Leben
Patrick Shaw besuchte die Grammar School und begann zunächst eine Ausbildung zum Technischen Zeichner bei der British Motor Corporation. Er entschied sich jedoch für eine Schauspielkarriere und studierte an der Londoner Royal Academy of Dramatic Art. Mitte der 1960er Jahre hatte er erste Gastauftritte in britischen Fernsehserien. Sein Spielfilmdebüt hatte er 1968 in Die Braut des Teufels, einem Horrorfilm der Hammer-Studios mit Christopher Lee in der Hauptrolle. In den 1970er Jahren spielte er in drei Kriminalserien Polizeibeamte; zwischen 1970 und 1972 in Callan, von 1973 bis 1974 in Die Spezialisten sowie 1977 bis 1978 in Target. Er trat in Retter der Nation, einem Film aus der Carry-On-Filmreihe auf, spielte in dem britischen Italowestern Unter tödlicher Sonne mit Richard Roundtree und war 1971 neben Uschi Glas in einer Verfilmung von Black Beauty zu sehen. Seit 2000 spielt er in der Seifenoper Emmerdale die Rolle des Rodney Blackstock.
Mower war in den 1980er Jahren mit der Schauspielerin Suzanne Danielle liiert. In seiner 2007 erschienenen Autobiografie äußerte er die Vermutung, bereits am 12. September 1938 geboren zu sein, zudem wird sein Geburtsort verschiedentlich als Pontypridd, South Wales angegeben.

## Filmografie (Auswahl)
- 1965: Z-Cars
- 1966: Mit Schirm, Charme und Melone (The Avengers; Fernsehserie, 1 Folge)
- 1968: Die Braut des Teufels (The Devil Rides Out)
- 1970: UFO (Fernsehserie, 1 Folge)
- 1970: Der Todesschrei der Hexen (Cry of the Banshee)
- 1970: Department S (Fernsehserie, 1 Folge)
- 1970–1972: Callan (Fernsehserie, 14 Folgen)
- 1971: Black Beauty (Fernsehserie, 1 Folge)
- 1971 Paul Temple (Fernsehserie, 1 Folge)
- 1972: Jason King (Fernsehserie, 1 Folge)
- 1972: Gene Bradley in geheimer Mission (The Adventurer; Fernsehserie, 1 Folge)
- 1973: Die Spezialisten (Special Branch)
- 1973: Unter tödlicher Sonne (Charley One-Eye)
- 1973: Kein Pardon für Schutzengel (The Protectors; Fernsehserie, 1 Folge)
- 1975: Die Füchse (The Sweeney; Fernsehserie, 1 Folge)
- 1976: Retter der Nation (Carry On England)
- 1976: Mondbasis Alpha 1 (Space: 1999; Fernsehserie, 1 Folge)
- 1976: Peer Gynt
- 1977: Target
- 1977: Des Teufels Advokat
- 1981: Jim Bergerac ermittelt (Bergerac; Fernsehserie, 1 Folge)
- 1982–1983: Marco Polo
- 1999: Die Profis – Die nächste Generation (CI5: The New Professionals)
- 2000–: Emmerdale